# Шарен свят
„Шарен свят“ е български телевизионен филм от 1971 година на режисьорите Милен Николов и Георги Дюлгеров по едноименните разкази от сборника „Диви разкази“ на Николай Хайтов. Оператори са Радослав Спасов и Крум Крумов, композитори – Симеон Пиронков и Борис Карадимчев. Художник – Ангел Ахрянов .
Филмът е съставен от две новели: „Изпит“ и „Гола съвест“. Дебют на актьора Филип Трифонов.

## Сюжет
Изпит
Облог между бъчвар и ходжа за издръжливост на каца във вода.
Началото на ХХ век. Младият бъчвар Лию е признат от гилдията за майстор, но никой не вярва истински в качествата му. След дълго чакане получава поръчка от Карата да изработи за него бъчва. Лию прави кацата с дървени обръчи, вместо метални, и това става повод за сериозни нападки и присмех от страна на цялото село.
Лию е решен да докаже здравината на бъчвата, като я хвърли в буйната река, но преди това сключва облог: ако кацата издържи, ходжата трябва да обръсне брадата си. Бъчвата преминава успешно изпитанието и ходжата е принуден да се обръсне и да признае майсторството на Лию .
Гола съвест
1932. Гроздан Панайотов е горски стражар в землището на село Добралък и член на управляващата Демократическа партия. Обезпокоен, че гората се сече незаконно, той се оплаква на кмета, който го уволнява. Следват неприятни перипетии – опит за подкуп от дървената „мафия“, заплаха от затвор, все добре познати и до днес практики. На финала Гроздан символично погребва „чистата си съвест“ в ковчег, в който се „мъдри“ календар от 1932 с ликовете на лидерите на Демократическия сговор… .

## Актьорски състав
„Изпит“
| Роля           | Изпълнител                    |
| -------------- | ----------------------------- |
| Майстор Лию    | Филип Трифонов                |
| Карата         | Вълчо Камарашев               |
| Изгората       | Снежина Балабанова            |
| Ходжата        | Петър Славов                  |
| Бащата на Лию  | Никола Тодев                  |
| Кривото        | Стефан Мавродиев              |
| Средното момче | Евтим Кирилов                 |
| Млад майстор   | Панчо Панчев (некредитиран)   |
| Калфа          | Калчо Калчев (некредитиран)   |
|                | Петър Слабаков (некредитиран) |

## Награди
- „Наградата на кинокритиката“ на Фестивала за български игрални филми „Златна роза“ във Варна, 1971.
- „Наградата на журито“ на Международния кинофестивал – Локарно (1972), Швейцария.

„Гола съвест“
| Роля                | Изпълнител                       |
| ------------------- | -------------------------------- |
| Гроздан Панайотов   | Заслужил артист Константин Коцев |
| Попът               | Георги Георгиев – Гочето         |
| Кметът              | Заслужил артист Желчо Мандаджиев |
| Затворникът         | Наум Шопов                       |
| Жената на Гроздан   | Домна Ганева                     |
| Д-р Кьобашиев       | Георги Черкелов                  |
| Поручикът           | Ицхак Финци                      |
| Господин Ничев      | Народен артист Иван Кондов       |
| Следователят        | Евстати Стратев                  |
| Околийският         | Александър Притуп                |
| Господин Василев    | Найчо Петров                     |
| Банчо Комисионера   | Хиндо Касимов                    |
| Медицинската сестра | Катя Паскалева (некредитирана)   |
| Затворник           | Божидар Лечев (некредитиран)     |
| Затворник           | Иван Цветарски (некредитиран)    |

- „Наградата на критиката“ от Съюза на българските филмови дейци (1971)
- „Наградата на критиката“ Фестивала за български игрални филми „Златна роза“ във Варна, 1971.
- „Награда за главна роля“ на Константин Коцев Фестивала за български игрални филми „Златна роза“ във Варна, 1971.
- „Награда за сценарий“ на Николай Хайтов Фестивала за български игрални филми „Златна роза“ във Варна, 1971.